# 中国共産党中央委員会主席
中国共産党中央委員会主席（ちゅうごくきょうさんとうちゅうおういいんかいしゅせき）は、中国共産党においてかつて存在した党首職。略称は中共中央主席、党主席など。1945年の第7回中国共産党全国代表大会（党大会）によって設置され、1982年の第12回全国代表大会で廃止された。

## 概説

### 毛沢東の党内権力確立まで
1935年1月の遵義会議以降、中国共産党における指導権を掌握していった毛沢東は、総書記として党運営の最高責任者の地位にあった張聞天を退け、1943年3月20日の党中央政治局会議において中国共産党中央政治局主席兼中央書記処主席に就任した。この会議では、党中央政治局がすべての重大問題を決定する権限を持つこと、中央政治局が決定した方針に基づいて党中央書記処（現在の中央政治局常務委員会）が党の日常活動を処理すること、毛沢東が中央書記処の主席として中央書記処の最終的決定権をもつことが決議された。これにより、毛沢東は党の最終決定権を獲得した。
1945年、第7回党大会で毛沢東思想が中国共産党章程に指導理念として加えられ、党の最高指導機関である党中央委員会の最高位として中国共産党中央委員会主席の職が設置された。この党大会で制定された党規約では党中央委員会主席が中央政治局と中央書記処の主席を兼職することが定められたため、党中央委員会主席は党の最高職として位置づけられた。同年6月19日の第7期党中央委員会第1回全体会議（第7期1中全会）において、毛沢東は正式に中国共産党中央委員会主席に就任し、毛の権威と権力は全党的なものとなった。

### 新中国建国と毛沢東への権力集中
日中戦争とそれに続く第二次国共内戦に勝利した中国共産党は、1949年10月1日、中華人民共和国を建国した。建国時の臨時憲法である中国人民政治協商会議共同綱領や1954年の中華人民共和国憲法（1954年憲法）では党政分業が志向され、「中国共産党による国家の領導（上下関係を前提とする指導）」は明記されていなかったが、建国直後の1949年11月には中央人民政府内に中国共産党の「党委員会」が設置され、政務院（現在の国務院）には「党組（党グループ）」が設けられていくなど、国家機関に対する中国共産党の指導性は実質的には強まっていった。そして、1954年憲法の制定により、中華人民共和国は人民民主主義国家から社会主義国家へと正式に転換を図った。かくして中国共産党は中華人民共和国の指導政党となり、その党首である中国共産党中央委員会主席は、事実上の国家の最高指導者として位置づけられた。中国共産党中央委員会主席の毛沢東は国家元首である中華人民共和国主席（国家主席）、中国共産党の党軍にして事実上の国軍でもある中国人民解放軍の統帥権者の中華人民共和国国防委員会主席（国家主席の兼任）と中国共産党中央軍事委員会主席を兼ね、党・国家・軍の三権を独占した。

### 第8回党大会での職制改編
1956年9月、中国共産党が政権を獲得してから初めての党大会である第8回党大会が開催された。この党大会では、先の第7回党大会で定められた中央委員会主席に関する条文が改正され、中央委員会主席と中央書記処主席の兼職規定が廃止された。これは中央政治局常務委員会の再設置にともない、中央書記処が中央委員会の職権を代行する権能を失って、中央政治局および中央政治局常務委員会の指導下で党の日常業務を処理する機構に改組されたことによるものである。
また、中央書記処には新たに総書記が設置され、鄧小平が任命された。以後、鄧小平が文化大革命で失脚するまで、中央委員会主席が党の最高指導者、中央書記処総書記が党の日常業務の最高責任者という体制が続く。なお、第8回党大会による党規約改正により、「名誉主席」の地位も盛り込まれている。この「名誉主席」の地位について、日本の現代中国政治学者である毛里和子は、毛沢東に対する個人崇拝の芽を摘むために設けられたポストであると指摘する。

### 劉－鄧ラインから文化大革命へ
大躍進政策の失敗の責任を取り、1959年、毛沢東は国家主席の地位を劉少奇に譲った。しかし、毛沢東は引き続き党中央委員会主席の地位に留まり、毛沢東が党内序列1位、劉少奇が党中央委員会第一副主席として序列2位となった。かくして毛沢東は同国の最高指導者としての地位は保ったが、以後、劉少奇－鄧小平ラインが党と国家機構を掌握した。劉少奇－鄧小平ラインは、毛沢東が推し進めた急進的な社会主義路線を現実的な路線へと修正していった。一方、急進的な社会主義路線の継続を求めた毛は、1950年代末より、党による一元的支配、党政不分を主張し、党による支配を貫徹させて統治の効率を高め、社会主義国家の建設をめざそうとした。
毛と劉－鄧ラインの路線対立が深まるなか、1966年、毛は文化大革命を発動し、劉－鄧ラインから奪権を果たした。1968年の第8期12中全会で劉少奇は党内外の全ての役職を解任されて党から除名された。また、鄧小平は党籍こそ維持したものの、やはり全ての役職を剥奪された。文化大革命で党や国家機構は麻痺したが、劉少奇と鄧小平を失脚に追いやった毛沢東は、その目的を果たすと、党・国家機構の再建に乗り出した。毛は1969年4月の第9回党大会で党規約改正を行い、党中央書記処を廃止するとともに、党中央委員会主席の党機構・政府・軍に対する指導権を強化して専権体制を固めた。
1975年1月には憲法が改正されたが、この憲法では「中国共産党による国家の領導」が明記され、党政不分体制が確実なものとなった上で国家主席は正式に廃止され、国家主席が保有していた国務院総理（首相）の人事提案権は中国共産党中央委員会（最終的には中央委員会主席）が、全国武装力（中国人民解放軍・中国人民武装警察部隊（武装警察）・民兵など）の統帥権は中国共産党中央委員会主席が行使することが憲法で明記された（これらの規定は1978年に改正された憲法でも定められた）。

### 毛沢東の死後
1976年9月9日、毛沢東は党中央委員会主席兼中央軍事委員会主席に在任のまま死去。同年10月7日、毛沢東夫人・江青ら四人組を打倒した華国鋒（当時、国務院総理兼党中央委員会第一副主席）が後任の党中央委員会主席兼中央軍事委員会主席に就任した。権力基盤が弱かった華国鋒は毛沢東から後継者としての委託を受けていたと主張し、権力を固めようとした。しかし、1977年7月の第10期3中全会で復活を果たした鄧小平が、1978年12月の第11期3中全会で華国鋒から中国共産党のトップとしての実権を奪った。華国鋒は党主席の地位に留まったものの、鄧小平によって権限を徐々に剥奪されていった。1980年2月の第11期5中全会で、第9回党大会以降廃止されていた党中央書記処が復活するとともに中央書記処総書記の職も再設置された。中央書記処総書記には鄧小平の信頼厚い胡耀邦が就任し、再び党首と党の日常業務の最高責任者が分離する体制となった。
華国鋒は結局、1980年に国務院総理を、翌1981年6月29日、第11期6中全会において党中央委員会主席兼中央軍事委員会主席を辞任した。後継の党中央委員会主席には胡耀邦が就任し、中央書記処総書記を兼務した。また、党中央軍事委員会主席には鄧小平が就任した。国務院総理にはやはり鄧小平の信頼が厚い趙紫陽が就いており、ここに鄧小平を中心とする指導体制が確立した。

### 党主席制の廃止
毛沢東が志向した党政不分体制は、その行き過ぎから経済の逼塞と政治の混乱をもたらした。そのため、鄧小平体制にとっては改革開放路線の障害となるものであった。そこで、党政不分体制の残滓を有する1978年憲法は鄧小平体制において改正されることになり、中国共産党による国家の領導を定める一方で党政分業を志向した新憲法が制定されることになった。新憲法の制定を間近に控えた1982年9月の第12回党大会において党規約が改正され、中国共産党中央委員会主席は廃止された。そして、新たに党の最高職として中国共産党中央委員会総書記が設置され、同職が中央書記処を統括して党の日常業務の最高責任者となることが定められた。これに伴い、同年9月12日の第12期1中全会において、党中央委員会主席だった胡耀邦は党中央委員会総書記に就任し、党主席制は終焉を迎えた。

### 党主席制の復活論
シンガポール紙、ストレーツ・タイムズは2020年10月27日、複数の中国指導部に近い筋の話として、中国共産党が2022年秋の中国共産党第20期全国代表大会（第20回党大会）および第20期党中央委員会第1回全体会議（1中全会）で、最高指導者が絶大な権限を持つ「党主席制」を復活させ、「党主席、国家主席、党中央軍事委員会主席、国家中央軍事委員会主席」等を統合吸収し、習近平党総書記が就任する方向で調整が進められていると伝えた。同紙は第19期中央委員会第5回総会（5中全会）で制度のたたき台が水面下で討論されるとの見通しを示した。
また同紙は、党主席の他に1～3人の党副主席を置き、現在7人で構成される最高指導部から政治局常務委員会は、5人ないし3人まで縮小されるとしている。「党主席制」については、これまで幾度も復活する可能性の観測が出ていた。
しかし、2022年10月の第20回党大会および第20期1中全会では習近平の総書記3選が決まったものの、主席制の復活は見送られた。

## 選出
党中央委員会全体会議における選挙で選出される。

## 職権
中国共産党中央委員会主席は、党の最高指導機関である中央委員会を主宰し、同委員会の活動を指導する。その他の職権について、第7期から第11期にかけて各期党大会で制定された中国共産党規約から、中国共産党中央委員会主席の職権に関する部分を掲出する。

### 第7期（1945年 - 1956年）
- 中国共産党中央委員会主席は、中央政治局主席と中央書記処主席を務める。
- 中央委員会は必要に応じて、組織・宣伝などの各部門、軍事、党機関紙などの委員会およびその他の活動機関を設置し、党中央の諸活動を処理する。その場合は、中央政治局、中央書記処、中央委員会主席の指導・監督を受ける。

### 第8期（1956年 - 1969年）
- 中国共産党中央委員会主席および副主席は、それぞれ中央政治局主席と副主席を務める。

### 第9期（1969年 - 1973年）、第10期（1973年 - 1977年）
- 中国共産党中央委員会主席および副主席、中央政治局常務委員会の領導の下、若干の必要な機構が設立され、党・政府・軍の日常業務を統一して処理する。

### 第11期（1977年 - 1982年）
第11期の党規約には中国共産党中央委員会主席についての具体的な職権は記されていない。

## 歴代主席
中国共産党中央政治局主席兼中央書記処主席
- 毛沢東（1943年3月20日 - 1956年9月28日）

中国共産党中央委員会主席
- 初代：張国燾（1935年10月5日－1936年6月6日）
- 第2代：毛沢東（1945年6月19日 - 1976年9月9日）
- 第3代：華国鋒（1976年10月7日 - 1981年6月29日）
- 第4代：胡耀邦（1981年6月29日 - 1982年9月12日）